# Hugh Wiley Hitchcock
Hugh Wiley Hitchcock, musicólogo estadounidense (nacido el 23 de septiembre de 1923; muerto el 5 de diciembre de 2007) que realizó el catálogo temático de la obra del compositor francés Marc-Antoine Charpentier (H. Wiley Hitchcock, Les œuvres de Marc-Antoine Charpentier, París, Picard, 1982). Por ello, las obras se Charpentier se citan en muchos casos precedidas por una H, que hace referencia a este catálogo.
Fue el fundador del Institute for Studies in American Music en el Brooklyn College de la City University of New York en 1971, que recientemente ha sido redenominado pasando a ser el Hitchcock Institute for Studies in American Music.
Hitchcock estudió en Dartmouth College y en la Universidad de Míchigan. Después de estudiar con Nadia Boulanger en París, hizo un Doctorado en la Universidad de Míchigan en 1954, donde también fue profesor entre 1950 y 1961, pasando después al Hunter College de 1961 al 1971. Después enseñó en CUNY hasta su jubilación en 1993. 
Además de su especial interés por Charles Ives, estudió otros compositores americanos contemporáneos, como Virgil Thomson, John Cage y Henry Cowell.

## Libros publicados
- The Latin Oratorios of Marc-Antoine Charpentier (Tesis doctoral, U. of Michigan, 1954)
- Music in the United States: a Historical Introduction (1969; reelaborado en el año 2000)
- (ed., with V. Perlis) An Ives Celebration (Brooklyn, NY, and New Haven, CT, 1974)
- After 100 [!] Years: the Editorial Side of Sonneck (Washington DC, 1975)
- Charles Ives (London, 1977, 3rd ed. 1988)
- (with L. Inserra) The Music of Henry Ainsworth’s Psalter (Brooklyn, NY, 1981)
- Les oeuvres de Marc-Antoine Charpentier: catalogue raisonné (Paris, Picard 1982)
- Marc-Antoine Charpentier (Oxford, 1990)
- Charles Ives: 129 Songs (New York City, 2004)